# François Masson (football)
Pour les articles homonymes, voir François Masson et Masson.
François Masson est un joueur de football français né le 15 novembre 1979 à Rennes évoluant au poste de milieu de terrain.

## Biographie
François commence le football à Chasné-sur-Illet. Il intègre le centre de formation du Stade rennais à l’âge de 13 ans. En 1999, il rejoint la GSI Pontivy en CFA. Ses bonnes performances (13 buts en 1999-2000 et un bon parcours en Coupe de France) lui permettent d’être remarqué par l’AS Cannes, qui évolue alors en D2. Il y signe son premier contrat professionnel. Après deux saisons sur la Côte d’Azur, il poursuit sa carrière avec Rudi Garcia et le Dijon FCO, il y restera 5 saisons dont 3 en Ligue 2.
Il est recruté en 2007 par le Stade brestois.
Lors de l'intersaison 2009, il participe au stage de l'UNFP destiné aux joueurs sans contrat.
Le 1er juin 2010, il retourne à l'AS Cannes où il avait déjà joué de 2000 à 2002.
En août 2011, il rejoint l’AS Vitré en CFA2 comme entraîneur-joueur.
Depuis 2013, il est joueur et entraîneur-adjoint à Beaucouzé au côté Lionel Duarte, près d’Angers. 
En avril 2021, il est de retour au SC Beaucouzé, en tant que coach R1 et responsable technique.
Lors de la saison 2022-2023, il suit au CNF Clairefontaine la formation au DESJEPS mention football.

## Carrière[4]
| Saison      | Club           | Pays   | Championnat | Championnat | Championnat | Championnat  | Championnat  |
| Saison      | Club           | Pays   | Division    | Matchs      | Buts        | Cartons      | Cartons      |
| ----------- | -------------- | ------ | ----------- | ----------- | ----------- | ------------ | ------------ |
| Saison      | Club           | Pays   | Division    | Matchs      | Buts        | Carton jaune | Carton rouge |
| 1999 - 2000 | GSI Pontivy    | France | CFA         | 32          | 13          | ?            | ?            |
| 2000 - 2001 | AS Cannes      | France | D2          | 11          | 1           | ?            | ?            |
| 2001 - 2002 | AS Cannes      | France | N           | 23          | 2           | ?            | ?            |
| 2002 - 2003 | Dijon FCO      | France | N           | 36          | 7           | ?            | ?            |
| 2003 - 2004 | Dijon FCO      | France | N           | 35          | 7           | ?            | ?            |
| 2004 - 2005 | Dijon FCO      | France | L2          | 34          | 3           | ?            | ?            |
| 2005 - 2006 | Dijon FCO      | France | L2          | 33          | 7           | ?            | ?            |
| 2006 - 2007 | Dijon FCO      | France | L2          | 33          | 3           | ?            | ?            |
| 2007 - 2008 | Stade brestois | France | L2          | 30          | 4           | ?            | ?            |
| 2008 - 2009 | Stade brestois | France | L2          | 24          | 0           | ?            | ?            |
| 2009 - 2010 | Amiens SC      | France | N           | 28          | 1           | ?            | ?            |
| 2010 - 2011 | AS Cannes      | France | N           | 15          | 1           | ?            | ?            |

## Statistiques
- 166 matchs et 18 buts en Ligue 2
- 122 matchs et 17 buts en National